# 過港仔
過港仔是臺灣臺南市學甲區的一個傳統地域名稱，是舊時學甲十三庄中洲莊的一個聚落頭角，位于學甲慈濟宮八選區中的西部郊區。本地行政區屬學甲區光華里，是學甲蜀葵花種植面積最大的地方，每年蜀葵花季都吸引眾多的遊客來訪。境內另有中洲國民小學及學甲農會中洲分部以及光華社區活動中心，里內並在民國99年07月成立光華社區發展協會。

## 地理位置
過港仔位於中洲聚落的東北邊，倒風內海及其庄社北約至三連路即臺南市道171號線條，三連路從西北沿舉落向東南而下，南邊則到中山路為臺南市道174號線，東邊為農業區，西邊則與中州庄頭相對。

## 庄頭脈絡
過港仔（Kuè-káng-á）早期是以小港仔的形式與中洲兩地相望，然兩地居民或者其他民眾在兩地之間的往來，都需要藉由渡筏擺渡來進行連接，由於中洲都得過此一「小港仔」，久而久之此地便被稱之為「過港仔」。
過港仔附近有東頭與豎竹嶵等的小角頭聚落，在日治時期編制為中洲六保，二戰之後先設村，但居民在為聚落取名時，恰巧首任的陳姓村長經營一個歌劇團名為「光華興歌舞劇團」，於是大家便以充滿正面希望意義的「光華村」作為村名，直到民國57年（1968年）改為光華里，民國71年（1982）又將東和里併入本里。  聚落中多為中洲陳姓大房及東頭角邱姓兩姓氏，所遷拓至此地聚集成庄，目前約有近百戶300多人，且居民仍以陳、邱兩姓為多數。

## 交通
南174與南171兩市道路線，從西北向東南成近乎平行而下，另，兩路最後於聚落東方交叉後，向東又再與臺19線結合。由臺19線公路接174線往西，即有聚落中洲，列為臺 19線公路學甲段支線庄社，亦屬於學甲十三庄之一。 
南174線經過二重港的竹圍仔之後，即進入了學甲區的境內，由西往東可分成3大地區，分別是 : 中洲、學甲與山寮等，其中所謂中洲地區約為5K+500M，指的即是以中洲為中心，環繞其四周圍的所有大小庄頭，由西向東依序分別是：西廍、謝厝寮、中洲、東頭角、過港仔、新筏仔頭等庄頭聚落。 

## 宗教
過港仔的庄頭公廟為福安宮，該廟主祀為觀音佛祖與北極玄天上帝，这是由庄內陳姓先民奉迎自福建泉州的祖籍地，本於1946年創建竹造公厝，並以公厝的形式來祀奉。直至1979年才開始正式興廟，而今日廟的風貌則為1997年所重建。一般歲時以「火王日」為廟的主要慶典日，而所謂的火王日是恭送火王的節慶，通常多在農曆的11月中旬初的假日，活動有進香、遶境及送火王等儀式，進香與遶境在白天舉行，先至南鯤鯓代天府再至學甲慈濟宮進香，之後返庄進行中洲全境的遶境祈安及安營「釘竹符」，當晚則聘請法師舉行送火王儀式，以祈庄域平安無事。

## 名人軼事
有兩位知名的人物出身于過港仔，分別是政治家陳武璋以及散文作家陳益裕。
陳武璋（1915-1984），在8歲（1923年）時舉家遷移至高雄市的鼓山區，其家族經營「璋記精米廠」。日本戰敗後便開始從政，曾任高雄市議員、副議長、議長等職，在1957年當選過高雄市第3屆市長，在一任的市長卸任後被延攬擔任臺灣省政府民政廳長，其妻林碧梧則為高雄商界名人林合歡之女。
陳益裕（1939-2007），為北門農業職校退休教師，鹽分地帶第2代散文作家，其文字創作的生產量極大，幾乎達到200萬字，著作有 :《橐橐聲中思想起》（1992）、《好鳥枝頭亦朋友》（1993）、《南瀛人物誌》（1994）、《鄉土心、大地情》（1994）、《走過南瀛大地》（1999）、《踏出去的腳步》（2000）、《文化的丰采‧人物的風華》（2003）、《南瀛大地風情畫》（2004）、《悠遊的心痕足跡》（2007）等。 

## 節日慶典
過港仔所在的光華裡現在處處可見三合院，因為每年春節後此地的一丈紅蜀葵就會綻放，會吸引賞花人潮，所以2013年後在學甲區公所與區農會的協助下，以「蜀葵花」為主題，在莊廟福安宮廟前休耕農田廣植蜀葵，將莊頭營造為蜀葵花海，其後於20 14年3月初春舉辦首屆的「念戀學甲蜀葵花」文化節，當年引來了不少的民眾，出現了賞花熱潮，也為莊頭帶來遊客，之後便成為此地的一個節日活動。

## 圖集

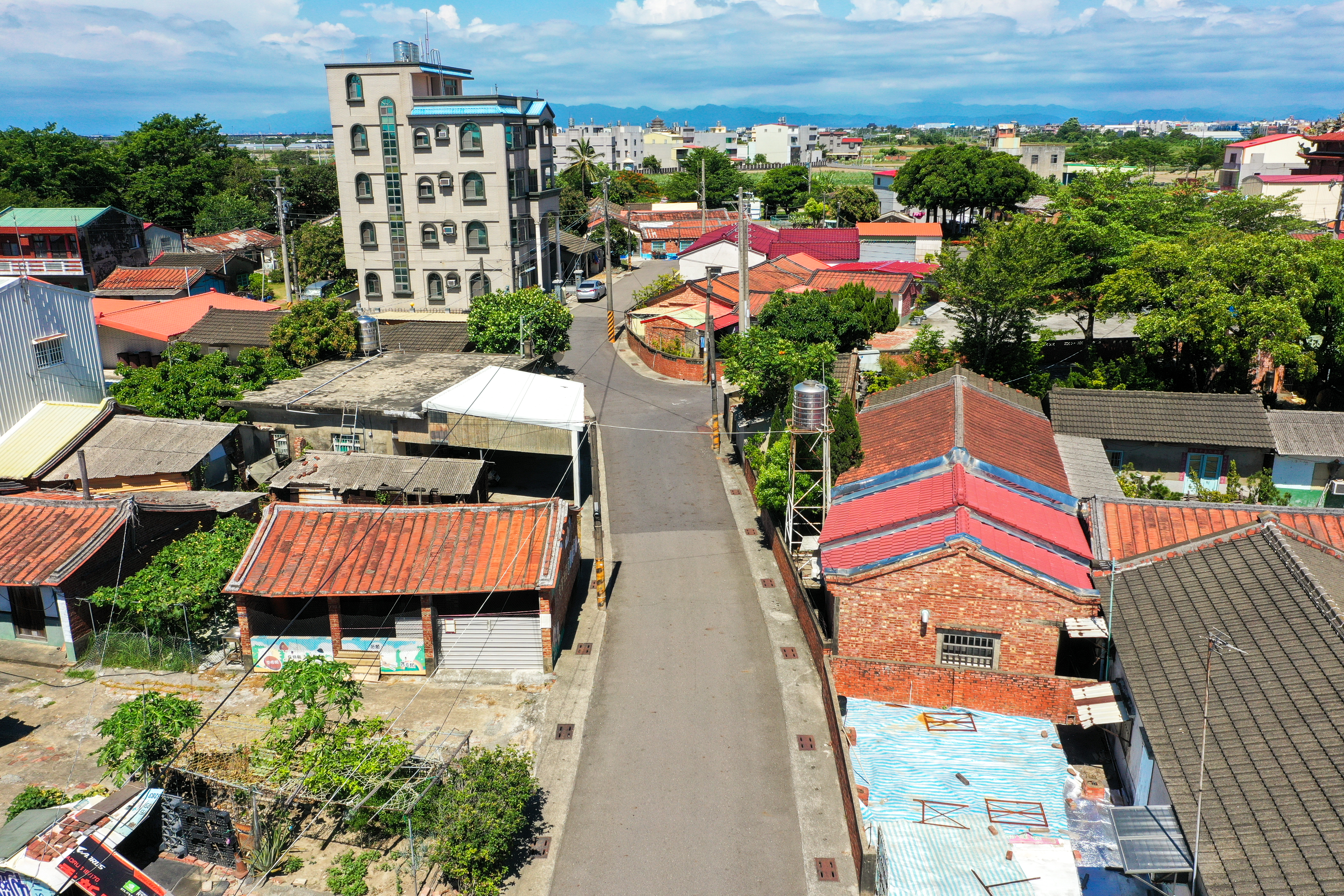
過港子-主要道路
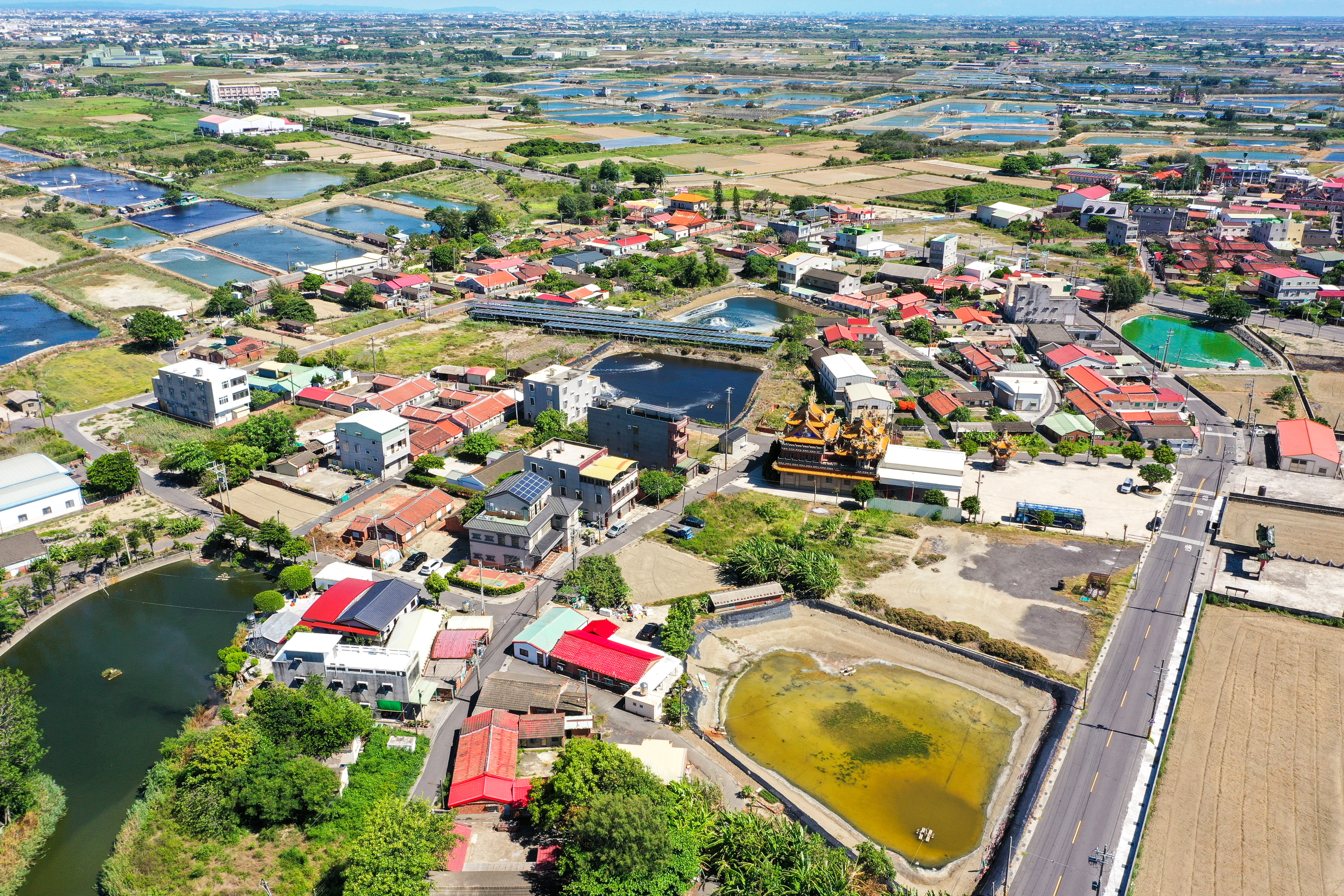
過港子-空照
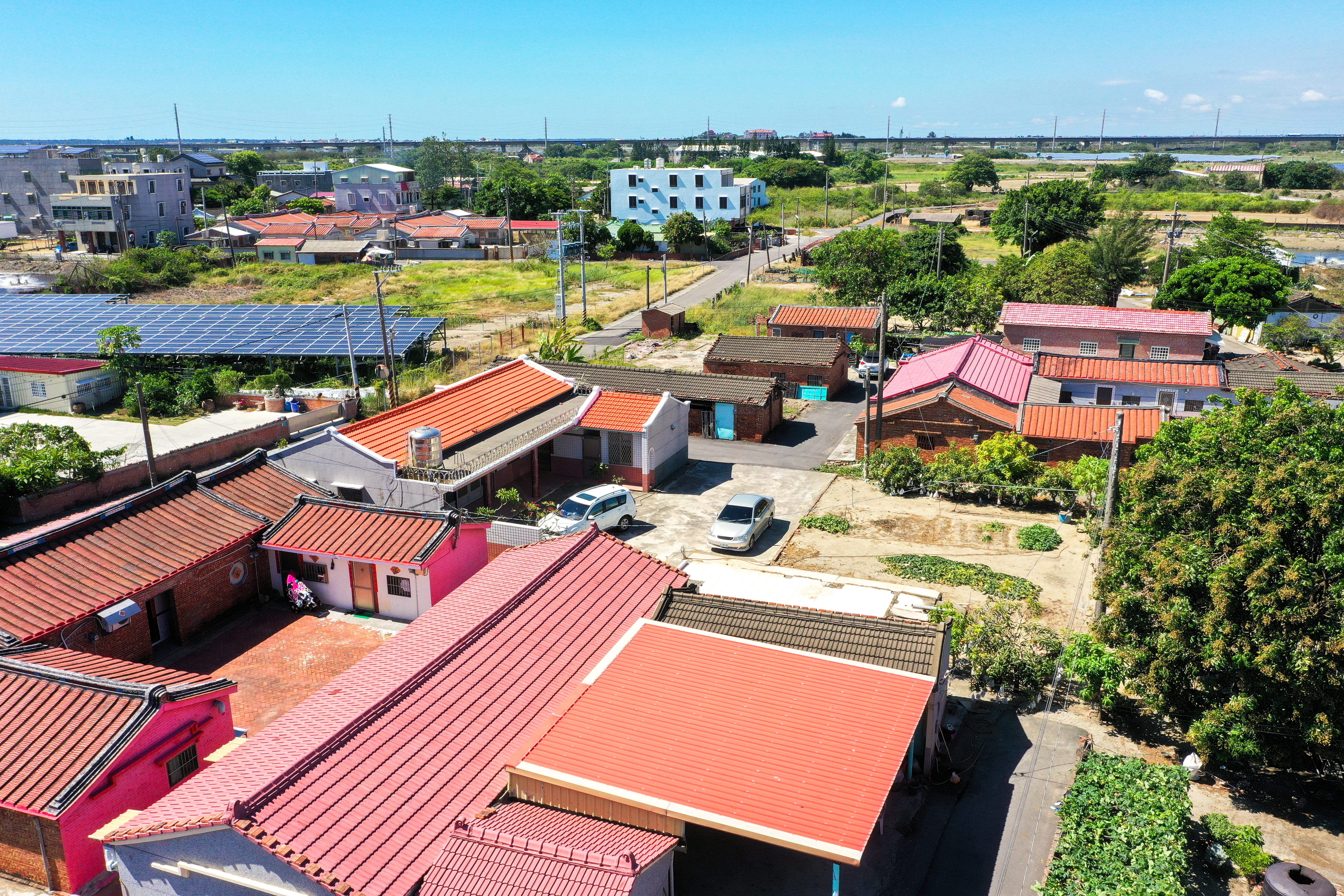
過港子-屋舍